# Camsell Portage

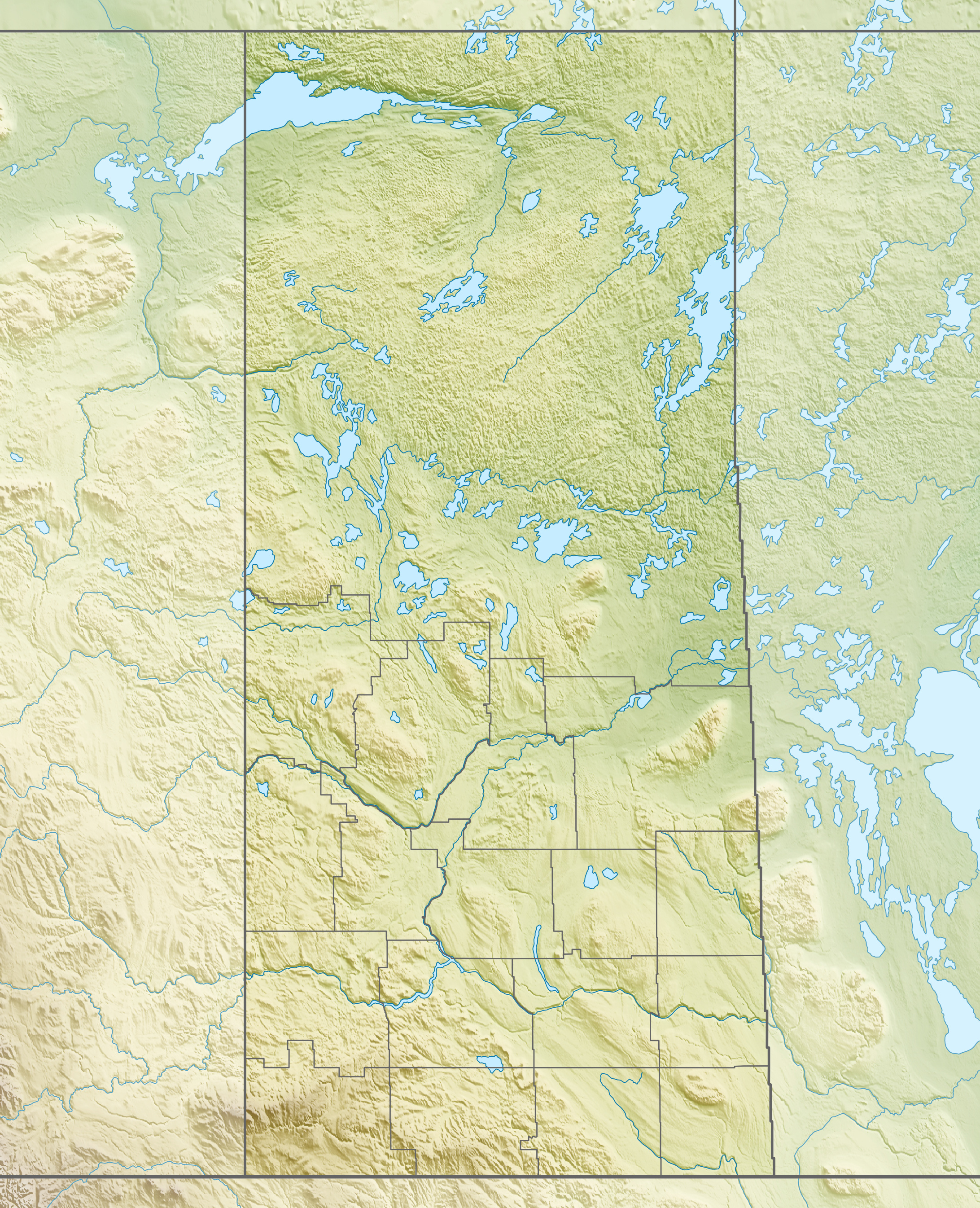
Mapa de Saskatchewan: Camsell Potage es troba al nord, a la riba del Llac Athabasca

Camsell Portage és un assentament amb 37 habitants, situat a la riba del Llac Athabasca. dins la província del Canadà de Saskatchewan.
Camsell està connectada per carretera amb la comunitat de Waterloo Lake i es troba a 36 km per avió amb Uranium City.